# ABC마트
ABC마트는 일본의 신발 판매 기업으로 일본, 대한민국, 중화민국에 매장을 갖고 있다. ABC마트 코리아는 일본 ABC마트의 한국 법인으로 ABC마트의 전체 지분은 99% 일본 ABC마트가 보유하고 있다.

## 역사
ABC마트는 1985년 일본 도쿄 신주쿠구에서 마사히로 미키에 의해 보에키 쇼지 주식회사라는 이름으로 설립됐다. 1987년 아라카와구로 본사를 이전했으며, 회사 이름을 ITC(International Trading Corporation)로 변경했다. ABC마트는 1990년에 도쿄에 매장 3개를 출점하면서 설립됐다.

## 연혁

### 대한민국
- 2002년 8월 29일 : 안영환 전 대표이사 ABC마트 코리아 설립
- 2011년 6월 : 자본금 8,420,000,000원
- 2011년 : 이기호 대표이사 취임
- 2012년 : 마케팅 인사이트 '마케팅 잘하는 TOP5 기업'에 선정
- 2013년 4월 : 소비자가 가장 좋아하는 브랜드 TOP10에 선정
- 2013년 : 종업원 정규직 1300명 / 매출 3,500억원 돌파
- 2014년 : 고용창출 100대 우수기업 선정 (고용노동부)
- 2015년 6월 : 한국의 미래를 빛낼 CEO 선정
- 2016년 : 대한민국 베스트셀링 브랜드 선정
- 2017년 대한민국 경제 리더 대상
- 2019년 올해의 브랜드 대상 (한국소비자포럼)